# Milton Héctor Trinidad González
Milton Hector Trinidad Gonzáleznacido en Montevideo, Uruguay, el 16 de mayo de 1939, es un exjugador y entrenador de fútbol.

## Estudios universitarios
A partir de 1958 curso estudios en la Facultad de Odontología de Montevideo (Uruguay) habiendo trabajado en su país natal durante mucho tiempo en su consultorio dental. 
También curso estudios para entrenador de fútbol, categoría nacional, recibiendo su título en 1971..

## Carrera como jugador
Mientras estudiaba en la Facultad de Odontología en Montevideo-Uruguay integró en diversas oportunidades, la Selección Universitaria de su país llegando a disputar un campeonato mundial de esta categoría en Yakarta-Indonesia. Al destacar, ocupando las posiciones de volante de armado izquierdo o extremo por esa misma banda, en el Club Nacional de Futbol, le captó para integrar sus planteles del sector juvenil. De allí en adelante, continuó su carrera en los siguientes clubes profesionales:

Integró las plantillas de los siguientes clubes profesionales:
| Equipo                               | Año       |
| ------------------------------------ | --------- |
| Club Nacional de Football de Uruguay | 1955-1958 |
| Liverpool Futbol Club (Uruguay)      | 1959-1964 |
| Atlante Futbol Club (El Salvador)    | 1965-1967 |
| Toronto Falcon's (MLS USA)           | 1968-1969 |
| Sudbury Italia Futbol Club (Canadá)  | 1969-1971 |

## Carrera como entrenador
Terminado el campeonato de la liga de Ontario-Canadá, defendiendo los colores del Sudbury Italia, Milton regresa a su país para realizar el curso de entrenador nacional de fútbol. Es entonces, cuando la Selección Militar de Uruguay le contrata. Luego de este pasaje, su amigo y entrenador del Toronto Falcons Canadiense, Ladislao Kubala, le recomienda para dirigir en Portugal al Sporting Clube Olhanense llevándole de su mano, en el futuro a otros equipos de España. Posteriormente, el agente FIFA, Doctor Pier Luigi Salvini, ya fallecido, comienza a representarle colocándolo en equipos de diversas partes del mundo.
Archivo:MiltonconBerlusconi.jpg|Foto de Milton Trinidad (a la izquierda) junto a Silvio Berlusconi (medio) y el ingeniero Luciano Brienza(derecha)|thumb|derecha]]
| Equipo                                                          | Año       |
| --------------------------------------------------------------- | --------- |
| Selección Militar de Uruguay                                    | 1972-1976 |
| Sporting Clube Olhanense (Portugal)                             | 1976-1977 |
| Racing Club de Ferrol (Spain)                                   | 1976-1977 |
| Caravaca Club de Fútbol (Spain)                                 | 1978-1979 |
| Ternes Futbol Club (Francia)                                    | 1979-1981 |
| Andorra Futbol Club (Principado de Andorra)                     | 1982-1984 |
| Oriental Futbol Club (Rivera, Uruguay)                          | 1985-1988 |
| Regina Soccer School (Canadá)                                   | 1989-1990 |
| Milan A.C., como entrenador-instructor sector juvenil(Italia)   | 1991-1994 |
| Santa Eulalia F.C. (Ibiza, Spain)                               | 1994-1995 |
| Ras-Al-Khaimah F.C. ( Emiratos Árabes Unidos)                   | 1996-1997 |
| Metro Stars F.C. Soccer School (USA)                            | 1997-1999 |
| Escuela de Fútbol de la Puebla de Don Fadrique (Granada, Spain) | 1999-2001 |
| A.S.M.O. Fútbol Club (Orán, Argelia)                            | 2001-2002 |
| Santa Rita F.C. (Vinces, Ecuador)                               | 2003-2004 |

## Palmarés
Como jugador:
| Equipo                                                            | Año        |
| ----------------------------------------------------------------- | ---------- |
| Campeón uruguayo juvenil con Club Nacional de Football de Uruguay | 1956-57-58 |
| Selección Uruguaya Juvenil(Quinta Division)                       | 1958       |
| Campeón invicto con Sudbury Italia en liga canadiense             | 1969-1970  |

Como entrenador:
| Equipo                                                                       | Año       |
| ---------------------------------------------------------------------------- | --------- |
| Campeón Nacional con Selección Militar de Uruguay                            | 1974-1975 |
| Ascenso a primera división con Sporting Club Olhanense                       | 1976-1977 |
| Ascenso a Segunda División B con Racing Club de Ferrol                       | 1976-1977 |
| Ascenso a Prefeente con Caravaca C.F.                                        | 1978-1979 |
| Ascenso a Primera División con Ras-Al-Khaimah F.C. de Emiratos Árabes Unidos | 1996-1997 |

## En la actualidad
Dictó charlas técnicas a entrenadores de fútbol en Ecuador, Estados Unidos y Canadá del 2003-2005.
Desde 2005, Milton reside en Cehegin (Murcia, Spain), con su esposa Ana Maria y sus dos hijos, Massimiliano y Nathalie, donde trabaja como presentador de un programa de televisión, deportivo y cultural, titulado "Los Martes con Milton", que se puede ver en toda la Comarca del Noroeste de Murcia. Su tercer hijo, y el mayor, también llamado Milton, vive en Portugal donde reside con su familia.

## Libros publicados
"Futbol, Solo habilidad?", editorial Hispano Europea de Barcelona (Spain), 1973 
"Entreainement sud-americain", editions Chiron (Paris, Francia), 1975